# Leptotyphloiulus coeruleoalbus
Leptotyphloiulus coeruleoalbus är en mångfotingart som först beskrevs av Karl Wilhelm Verhoeff 1899.  Leptotyphloiulus coeruleoalbus ingår i släktet Leptotyphloiulus och familjen kejsardubbelfotingar. Inga underarter finns listade i Catalogue of Life.